# Гордин, Игорь Геннадьевич
И́горь Генна́дьевич Го́рдин (род. 6 мая 1965, Ленинград) — советский и российский актёр театра и кино, заслуженный артист РФ (2004).

## Биография
Родился 6 мая 1965 года в Ленинграде в семье инженеров.
С восьмого класса средней школы втайне от своих родителей играл в Театре юношеского творчества (ТЮТ) при Ленинградском дворце пионеров.
В 1989 году окончил Ленинградский политехнический институт имени М. И. Калинина по специальности «физик-ядерщик», но сцену не бросил. Поехал в Москву для получения актёрского образования.
В 1993 году окончил актёрский факультет Российского института театрального искусства — ГИТИСа (курс Ирины Ильиничны Судаковой), сразу после чего был принят в труппу Московского театра юного зрителя (МТЮЗа), где работает по настоящее время (по другим данным, по окончании ГИТИСа актёр проработал один театральный сезон в Московском государственном академическом театре «Современник»).

### Личная жизнь

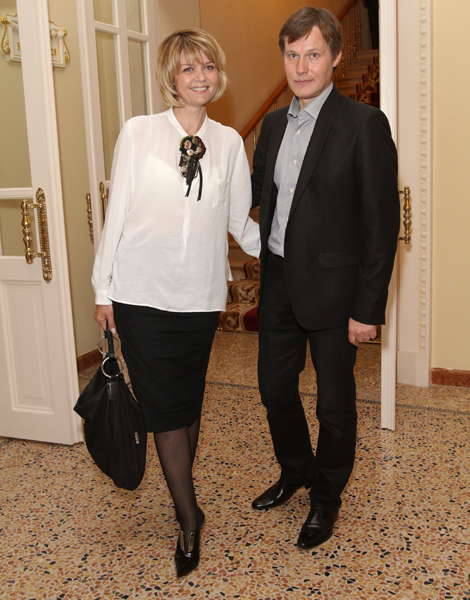
Юлия Меньшова и Игорь Гордин на фестивале и премии «Золотая маска». 16 апреля 2012 года.

Жена (1996—2003 и с 2008 года) — Юлия Меньшова (род. 28 июля 1969), актриса и телеведущая. Познакомились в 1995 году в Московском театре юного зрителя (МТЮЗе), куда Меньшова пришла с друзьями на спектакль, в котором играл Гордин.
Сын Андрей (род. 13 декабря 1997). Дочь Таисия (род. 23 мая 2003).

## Творчество

### Роли в театре

#### Московский театр юного зрителя (МТЮЗ)
- 1989 — «Гуд-бай, Америка!!!» по произведениям Самуила Маршака. Режиссёр: Генриетта Яновская — несколько центральных ролей[4]
- 1993 — «Иванов и другие» по пьесе «Иванов» А. П. Чехова. Режиссёр: Генриетта Яновская — Боркин Михаил Михайлович, дальний родственник Иванова и управляющий его имением[4][6]
- 1994 — «Романтики» Эдмона Ростана. Режиссёр — А. Дрознин — Персине[7]
- 1995 — «Казнь декабристов» по пьесе Камы Гинкаса. Режиссёр: Кама Гинкас — Беркопф[7][8]
- 1995 — «Жак Оффенбах, любовь и тру-ля-ля». Режиссёр: Генриетта Яновская — Пополани, алхимик барона[7]
- 1996 — «Пена дней» по одноимённому роману Бориса Виана. Режиссёр — Сергей Виноградов — Николя[7]
- 1997 — «Гроза» по одноимённой пьесе А. Н. Островского. Режиссёр: Генриетта Яновская — Тихон[7]
- 1999 — «Пушкин. Дуэль. Смерть» по пьесе Камы Гинкаса. Режиссёр: Кама Гинкас — Владимир Соллогуб[7][9]
- 2001 — «Свидетель обвинения» по одноимённой пьесе Агаты Кристи. Режиссёр: Генриетта Яновская — Леонард Воул[4][7][10]
- 2001 — «Дама с собачкой» по одноимённому рассказу А. П. Чехова. Режиссёр: Кама Гинкас — Дмитрий Гуров[7][11][12][13]
- 2008 — «Кавалер-призрак» по пьесе «Спрятанный кабальеро» («El escondido y la tapada») Педро Кальдерона. Режиссёр: Роман Самгин — Дон Карлос[4][7][14]
- 2009 — «Кроткая» по одноимённой повести Ф. М. Достоевского. Режиссёр: Ирина Керученко — Он[15]
- 2009 — «Медея» по текстам Сенеки, Ж. Ануя, И. А. Бродского. Режиссёр: Кама Гинкас — Ясон[4][16]
- 2012 — «Ноктюрн» Адама Раппа. Режиссёр: Кама Гинкас — Сын, 32 года, пианист[17][18][19][20]
- 2014 — «Кто боится Вирджинии Вулф?» по одноимённой пьесе Эдварда Олби. Режиссёр: Кама Гинкас — Джордж, профессор истории, муж Марты[21][22][23]
- 2015 — "По дороге в… " («Русские сны по Ф. Достоевскому») по пьесе Камы Гинкаса. Режиссёр: Кама Гинкас — Аркадий Иванович Свидригайлов
- 2018 — «Вариации тайны» по одноимённой пьесе Эрика-Эмманюэля Шмитта (перевод Е. и А. Наумовых). Режиссёр: Кама Гинкас — Абель Знорко

#### Другие театры
- 2003 — «Вишнёвый сад» А. П. Чехова. Режиссёр: Эймунтас Някрошюс — Петя Трофимов[3]
- 2006 — «Счастливые дороги» по драме А. С. Пушкина «Цыганы». Режиссёр: Зоя Бузалковска (из Македонии) — Алеко (Театр музыки и поэзии п/р Елены Камбуровой)[3][24]
- 2007 — «Облом off». Режиссёр: М. Ю. Угаров — Штольц (Центр драматургии и режиссуры п/р А. Казанцева и М. Рощина)[3]
- 2007 — «Капитал». Режиссёр: Э. Бояков — Потапов (Театр «Практика»)[3]
- 2010 — «Метод Грёнхольма». Режиссёр: Явор Гырдев — Энрик (Государственный театр наций)[3]
- 2011 — «Калигула» по одноимённой пьесе Альбера Камю. Режиссёр: Эймунтас Някрошюс — Геликон (Государственный театр наций)[4][25]
- 2011 — «Пять вечеров» по одноимённой пьесе Александра Володина. Режиссёр: Виктор Рыжаков — Ильин (Московский театр «Мастерская П. Н. Фоменко»)[4][26]
- 2016 — «Иванов» по одноимённой пьесе Антона Чехова. Режиссёр: Тимофей Кулябин — Павел Кириллыч Лебедев, председатель земской управы (Государственный театр наций)[27]
- 2022 — «Как растут ананасы». Режиссёр: Георгий Сурков — Гектор Блэк (Московский театр «Современник»)[28]
- 2022 — «Саша, привет!» по роману Дмитрия Данилова. Режиссёр: Марат Гацалов — Серёжа (Театр наций)[29]

### Фильмография
- 2002 — Трио — Олег
- 2004 — Дети Арбата — Игорь Владимирович
- 2005 — Горыныч и Виктория — Богданов
- 2005 — Очарование зла — Роберт Трайл, английский коммунист, бывший лорд, муж Веры Гучковой
- 2005 — Небесная жизнь — Вербицкий
- 2005 — Гибель империи (серия № 10 «Смута») — Саблин
- 2005 — Большое зло и мелкие пакости — Митя Потапов, министр информации
- 2006 — Расписание судеб — Пётр Смирнов
- 2006 — Многоточие — скульптор
- 2006 — Бесы — Алексей Нилович Кириллов, инженер-строитель, знакомый Верховенского, Шатова и Ставрогина
- 2007 — На пути к сердцу — Аркадий Тюляев
- 2007 — Живописная авантюра — Василий Васильевич Верещагин
- 2007 — Диверсант. Конец войны — проверяющий
- 2008 — Пуля-дура. Возвращение агента — Желтов, следователь прокуратуры
- 2008 — Преступление будет раскрыто — Михаил Андреевич Гнездиковский, следователь
- 2008 — Афганский призрак — Фетюхин
- 2009 — Событие — Алексей Максимович Трощейкин, художник, муж Любы
- 2009 — Пуля-дура 2. Агент почти не виден — Желтов, следователь прокуратуры
- 2009 — Пуля-дура 3. Агент для наследницы — Желтов, следователь прокуратуры
- 2009 — Кромовъ — Лазарев
- 2009 — Иван Грозный — Богдан Яковлевич Бельский, опричник при дворе Ивана Грозного
- 2010 — Седьмая жертва — Михаил Андреевич Гнездиковский, следователь
- 2010 — Преступление будет раскрыто 2 — Михаил Андреевич Гнездиковский, следователь
- 2011 — Охотники за бриллиантами — Иван Алексеевич Лазарев, полковник КГБ
- 2012 — Танец Дели — Андрей
- 2012 — Кто, если не я? — Игорь Борисович Беркутов, муж Нины
- 2013 — Московские сумерки — Игорь
- 2013 — Лекарство против страха — Игорь Сажин, главный врач хирургического отделения
- 2013 — Любовь с первого вздоха — Игорь Плотников
- 2013 — Собачий рай — Константин
- 2013 — Точка взрыва — Геннадий Петрович Дубинский, руководитель Татьяны
- 2014 — Дубровский — Пётр Ганин
- 2014 — Небесный суд. Продолжение — Алекс Поповски, старший инквизитор, он же Дилан Джей Бейли
- 2014 — Прощай, любимая! — Сергей Витальевич Рымарев, врач-психиатр
- 2015 — Норвег — следователь
- 2015 — Взрослые дочери — Алексей Колганов, капитан милиции, отец шестерых дочерей[30]
- 2016 — Вселенский заговор — Михаил Николаевич Воскресенский, академик
- 2017 — Налёт (2-й сезон) — Илья Рокотов, генерал в отставке, отец Ирины
- 2018 — Тренер — президент ФК «Спартак» (Москва)
- 2018 — Операция «Сатана» — Николай Андреевич Рыбаков («Рыбак»), агент ЦРУ
- 2018 — Вечная жизнь Александра Христофорова — Коля Шведов, второй муж бывшей жены Христофорова Ирины
- 2019 — Содержанки — Борис Маркович, начальник Отдела МВД России по району Замоскворечье г. Москвы, начальник Лены и Макса, приятель Игоря
- 2019 — Скажи правду — Алексей Куликов, отец Эвелины и Саши
- 2019 — Заступники — Олег Васильевич, председатель трибунала
- 2019 — Склифосовский (7-й сезон) — Анатолий Борисович Алеников, отец Толика, влиятельный чиновник из Минздрава
- 2020 — Хороший человек — Глеб, отец Евгении Ключевской
- 2020 — Содержанки (2-й сезон) — Борис Маркович, начальник Отдела МВД России по району Замоскворечье г. Москвы, начальник Лены и Макса, приятель Игоря
- 2021 — Склифосовский (8-й сезон) — Анатолий Борисович Алеников, отец Толика, влиятельный чиновник из Минздрава
- 2021 — Серебряный волк — Павел Дёмин
- 2022 — Склифосовский (9-й сезон) — Анатолий Борисович Алеников, отец Толика, влиятельный чиновник из Минздрава
- 2022 — Однажды в пустыне — генерал-майор
- 2022 — Нулевой пациент — Владимир Гончаров
- 2022 — Сирийская соната — Феликс Семёнович Тобиас, музыкант оркестра
- 2022 — Игра на выживание (2-й сезон) — модератор реалити-шоу «Выживший»
- 2022 — Ампир V — Григорий, профессор теологии
- 2022 — Год культуры 2 — представитель администрации президента
- 2023 — Вызов — Дмитрий Юрьевич, врач ЦУПа
- 2023 — Балет — Андрей Пронин, художественный руководитель театра
- 2024 — Игры — Анатолий Михайлович Бледнов, чиновник
- 2024 — Плевако — Константин Петрович Победоносцев, обер-прокурор Святейшего правительствующего синода

## Признание

### Государственные награды
- 2004 — почётное звание «Заслуженный артист Российской Федерации» (11 октября 2004 года) — за заслуги в области искусства[1].
- 2019 — орден Дружбы (29 апреля 2019 года) — за большой вклад в развитие отечественной культуры и искусства, многолетнюю плодотворную деятельность[31].

### Общественные награды
- 2001 — лауреат театральной премии «Чайка» — за роль Дмитрия Гурова в спектакле режиссёра Камы Гинкаса «Дама с собачкой» по одноимённому рассказу А. П. Чехова в Московском театре юного зрителя (МТЮЗе)[5][11][12].
- 2001 — лауреат премии «Московская премьера» Фонда К. С. Станиславского — за роль Дмитрия Гурова в спектакле режиссёра Камы Гинкаса «Дама с собачкой» по одноимённому рассказу А. П. Чехова в Московском театре юного зрителя (МТЮЗе)[5].
- 2011 — лауреат национальной театральной премии «Золотая маска» в номинации «Лучшая мужская роль» — за роль («Он») в драматическом спектакле режиссёра Ирины Керученко «Кроткая» по одноимённой повести Ф. М. Достоевского в Московском театре юного зрителя (МТЮЗе)[32].
- 2016 — лауреат Международной премии К. С. Станиславского (театральный сезон 2015—2016) в актёрской номинации на Международном театральном фестивале «Сезон Станиславского» — «за работы последних лет»[33][34].